# Rathaus (Cheb)

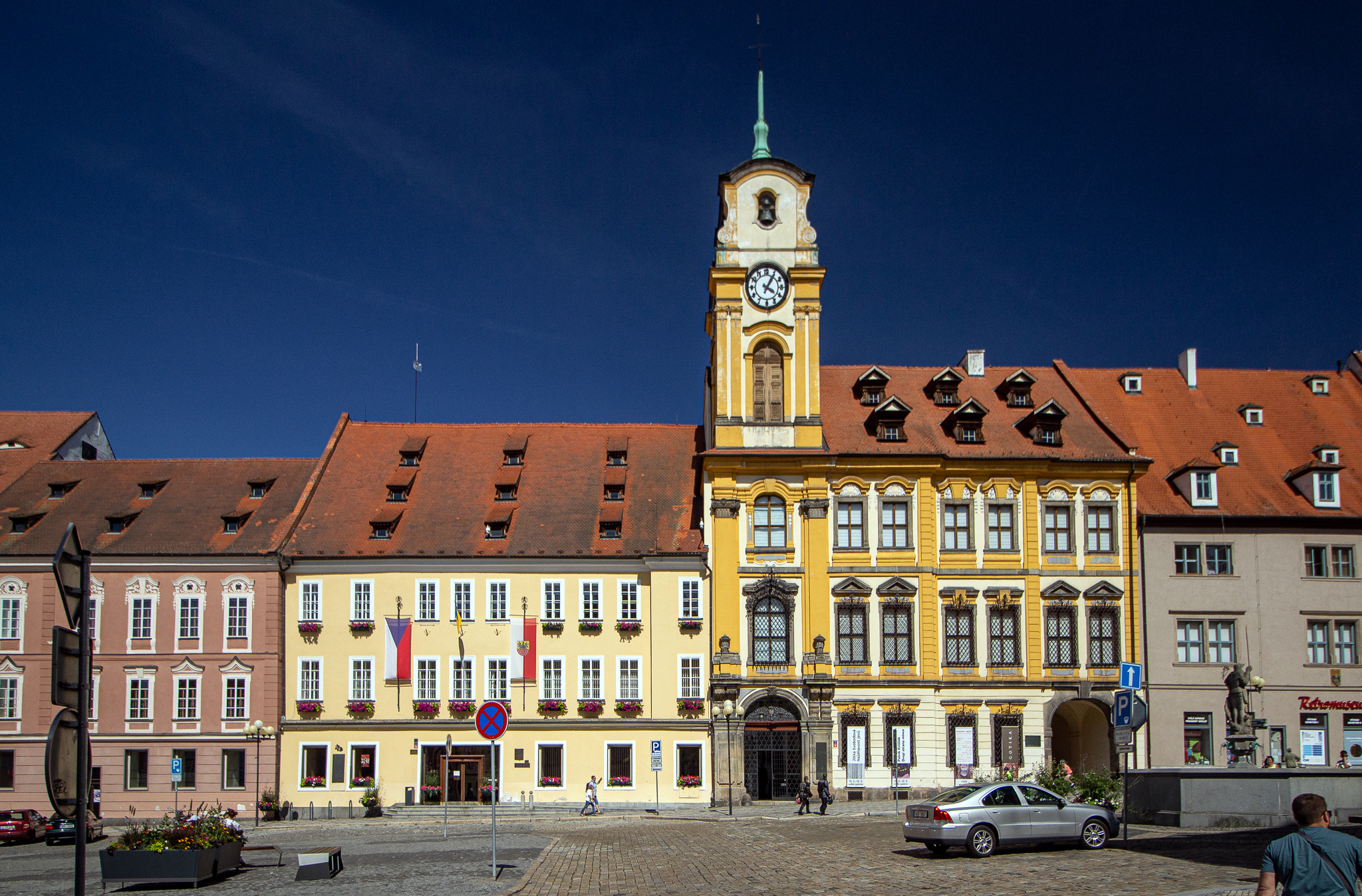
Rathaus in Cheb

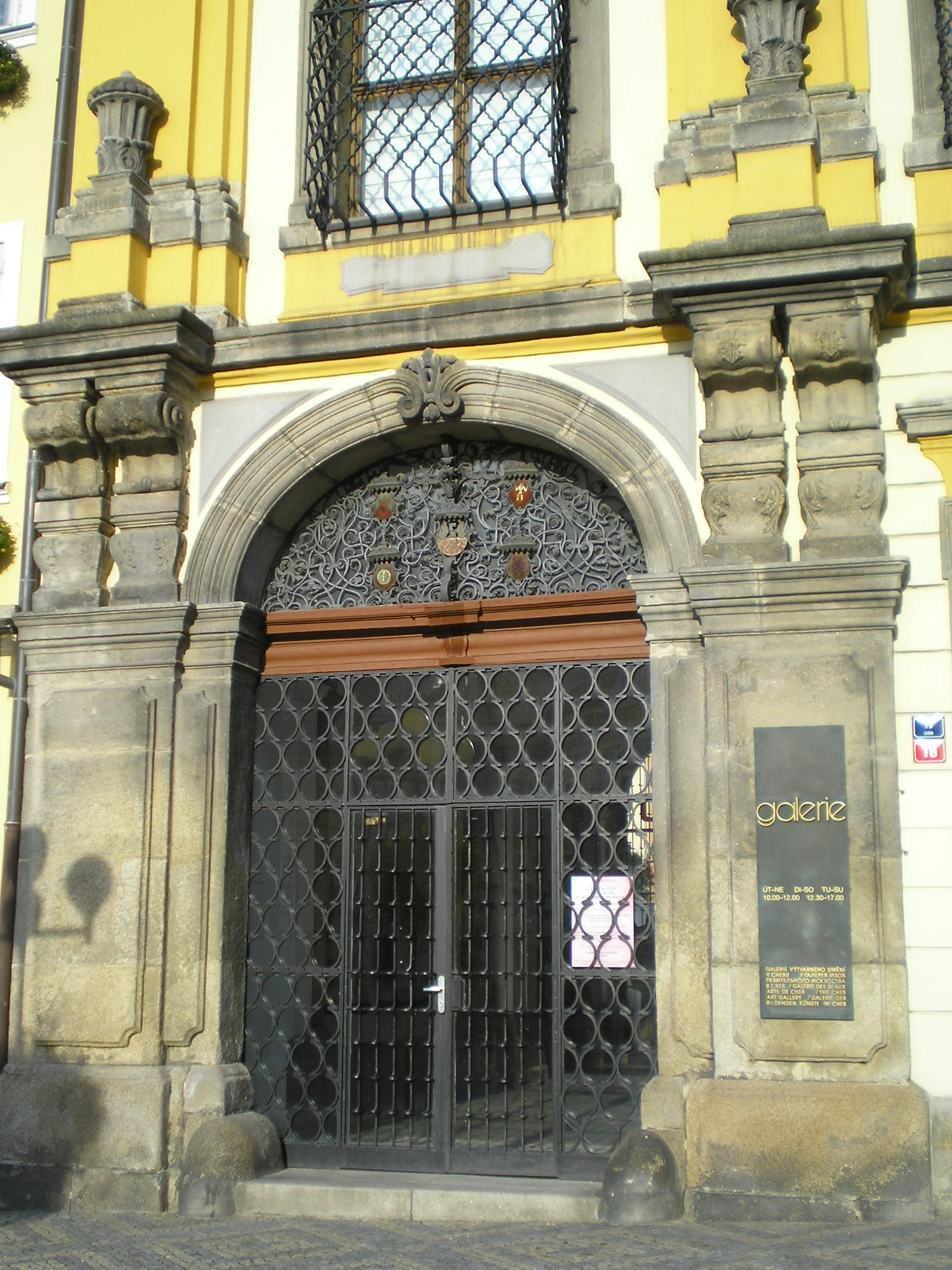
Portal

Die Rathaus in Cheb (deutsch Eger), einer Stadt in Tschechien im Okres Cheb (Bezirk Eger), ehemals politischer Mittelpunkt des Egerlandes, wurde 1723 bis 1727 im Stil des Barock erneuert. Das Rathaus am Marktplatz ist seit 1988 ein geschütztes Kulturdenkmal.

## Baugeschichte
Ein erstes Rathaus der Stadt Eger am Johannesplatz ist nicht mehr erhalten. Die Verlegung zum neuen Markt (Marktplatz) erfolgte vermutlich während der großen Stadterweiterung im 12. Jahrhundert. Das Gebäude wurde möglicherweise durch einen Stadtbrand 1270 vernichtet. Der Neubau wurde im 14. und 15. Jahrhundert im Stil der Gotik auf den Parzellen von fünf Bürgerhäusern in zwei Bauabschnitten errichtet, zu deren Einzelheiten nichts mehr bekannt ist. Am 28. September 1401 bestellte der Rat der Stadt zwei Messen in der Rathauskapelle zur Heiligen Dreifaltigkeit und am 13. Januar 1402 wurde der Pfarrer von St. Nikolaus zum Altardienst in der Rathauskapelle verpflichtet. 1459 erfolgten Instandsetzungsmaßnahmen (Renovierung der Dachreiter, Ersatz von Fensterscheiben, Wandgemälde im Vorbau) anlässlich der Hochzeit von Georg von Podiebrad, dem heutigen Namensgeber des ehemaligen Marktplatzes. 1522 erhielt der Glockenturm eine neue Glocke, 1537 wurde eine große Uhr angebracht. An Stelle der ehemaligen Kerkerräume entstand eine Wärmestube. 1572 traf ein Blitzschlag den Rathausturm und 1604 wurde die Sonne von Neuhaus, ein Beutestück aus einer Fehde, erneuert, heute im Museum Cheb. 1697 erfolgte der Ankauf zweier südlich angrenzender Bürgerhäuser und der Planentwurf für einen monumentalen Neubau des Ratshauses im Stil des Barock auf sieben Parzellen, der sich erhalten hat.
Der Neubau des Rathauses in Eger wurde 1723 bis 1727 nach Entwürfen des Prager Baumeisters Giovanni Battista Alliprandi aus Verona in verkleinerter Form errichtet und das Treppenhaus eindrucksvoll ausgestaltet. In der Mitte der Decke, um das Auge Gottes, wurden die Wappen von vier Bürgermeistern der Stadt präsentiert, umgeben von Profilbändern und Rankenwerk in Stuck, außen befanden sich die Wappen der Länder Böhmen, Österreich, Ungarn und des Hauses Habsburg. Die mobile Ausstattung ging im 19. Jahrhundert verloren. Die meisten Ausstattungsstücke aus der Zeit der Gotik und der Renaissance wurden nach Schloss Laxenburg bei Wien gebracht.
Nach 1950 befand sich im Rathaus in Eger eine Gemäldegalerie der Nationalgalerie Prag, welche von der Kunsthistorikerin und Museumsleiterin Mira Mladejovska und dem Maler Bojmir Hutta verwaltet wurde.

## Architektur
Der dreigeschossige Bau wird von einem Uhrturm überragt. Auf der rechten Seite befindet sich eine breite, rundbogige Hofeinfahrt und auf der linken Seite das rundbogige Portal, das von Pilastern gerahmt wird. Ein schmiedeeisernes Tor mit Wappen schließt den Eingang.